# Phalonidia linharesa
Phalonidia linharesa es una especie de polilla del género Phalonidia, categorizada en la tribu Cochylini, de la subfamilia Tortricinae.
Fue descrita por Razowski & Becker en 2007 y publicada en Acta Zool. Cracov. 50B: 96. Se distribuye por América del Sur: Brasil, en la microrregión de Linhares, estado de Espírito Santo.